# Чезаре Дзоккі
Чезаре Дзоккі (італ. Cesare Zocchi; нар. 1851, Флоренція — 24 березня 1922, Турин) — італійський скульптор і медальєр.

## Відомості про життя та творчість

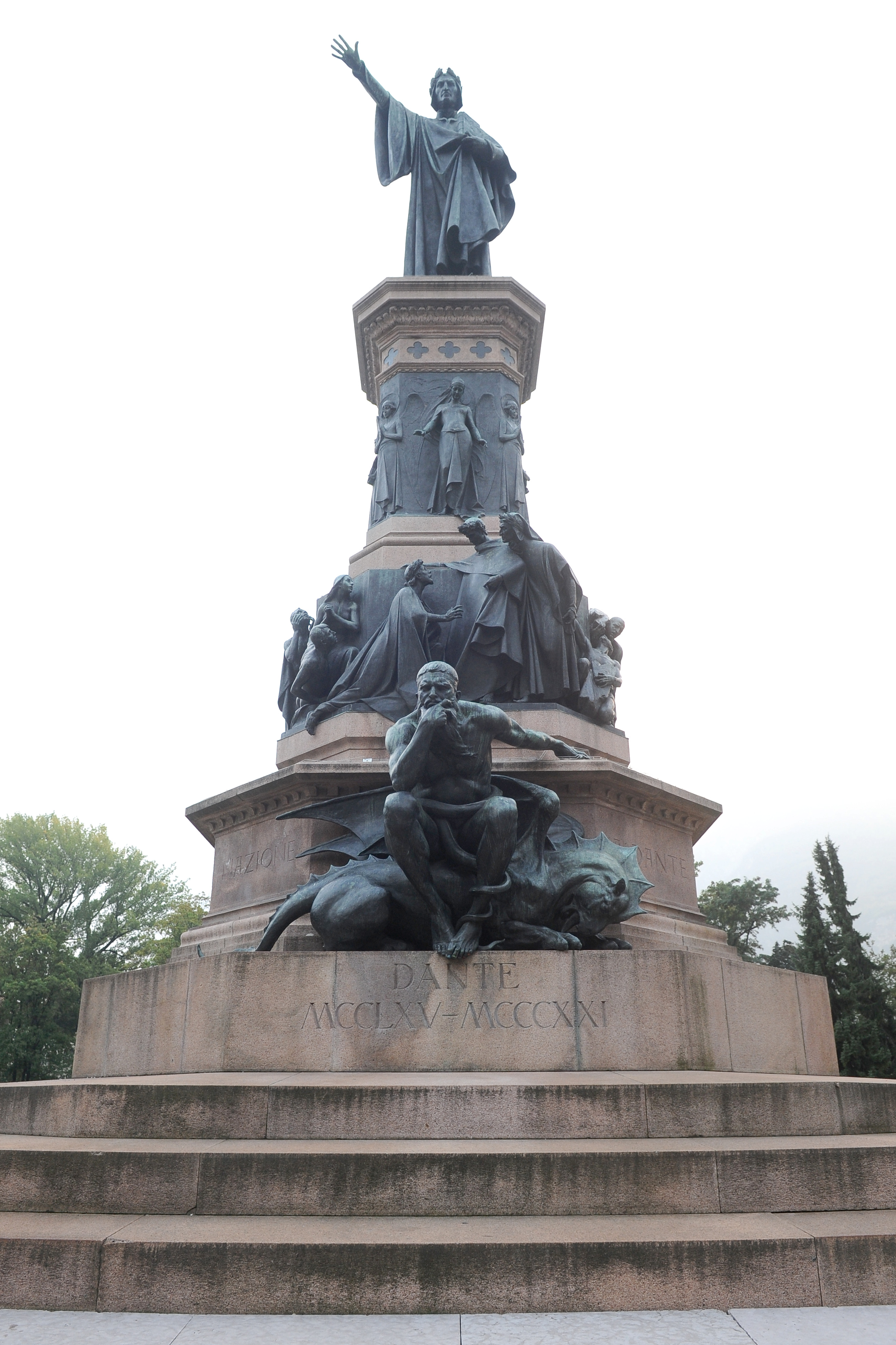
«Пам'ятник Данте» в Тренто (1896). Для фігури Беатріче, представленої на третьому рівні, Дзоккі взяв за модель свою дочку Марґеріту

Чезаре Дзоккі народився 1 січня 1851 року у Флоренції. Він навчався у Флоренції у свого двоюрідного брата Еміліо Дзоккі.
У 16 років він виграв конкурс на замовлення у Римі, де виконав високо оцінену статую «Фріна».
1879 року його призначили професором у Неаполі та професором Академії мистецтв у Флоренції, а потім почесним академіком у Перуджі, а згодом він очолював кафедру скульптури в Академії Альбертіна в Турині до самої смерті. З 1881 по 1903 рік він викладав у Флорентійській академії, а після 1903 року — в Туринській.
Діяльність скульптора почалася зі спорудження пам'ятника Мауріціо Буфаліні в Чезені (1883). Серед його різноманітних робіт були статуї для фасаду собору Санта-Марія-дель-Фйоре у Флоренції та різноманітні пам'ятники. У флорентійський період він був професором і другом багатьох художників товариства «Мак'яйолі», які діяли в Тоскані. Він виграв конкурс, започаткований у 1891 році, субсидований великою громадськістю, на будівництво пам'ятника Данте в Тренто, символу італійської культури, коли місто ще було частиною Австро-Угорської імперії. На знак визнання міністр королівства Еммануеле Джантурко надав йому орден командора, вчинок, який австрійська влада не дуже схвалила. Робота «вважається його шедевром» (італ. comunemente considerata il suo capolavoro).

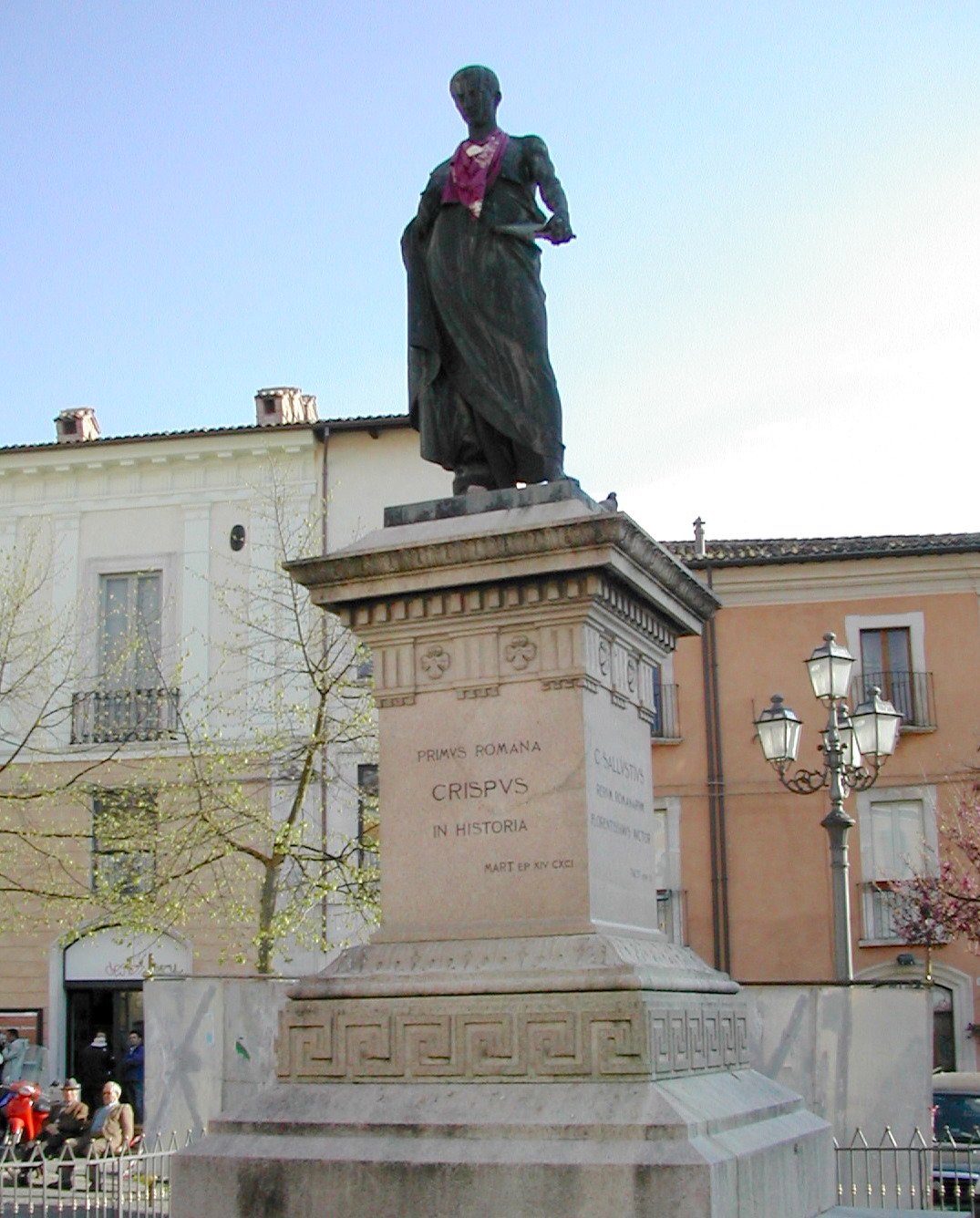
«Пам'ятник Саллюстію» (Л'Аквіла)

З 1895 по 1903 рік він створив монументальний бюст Саллюстія для міста Л'Аквіла, який встановили на травертиновому фундаменті на площі Палаццо.
Дзоккі був типовим представником течії, яка знайшла особливе вираження в риториці кінця ХІХ століття, що тоді якраз зазнавала впливу через подальші естетичні зміни.

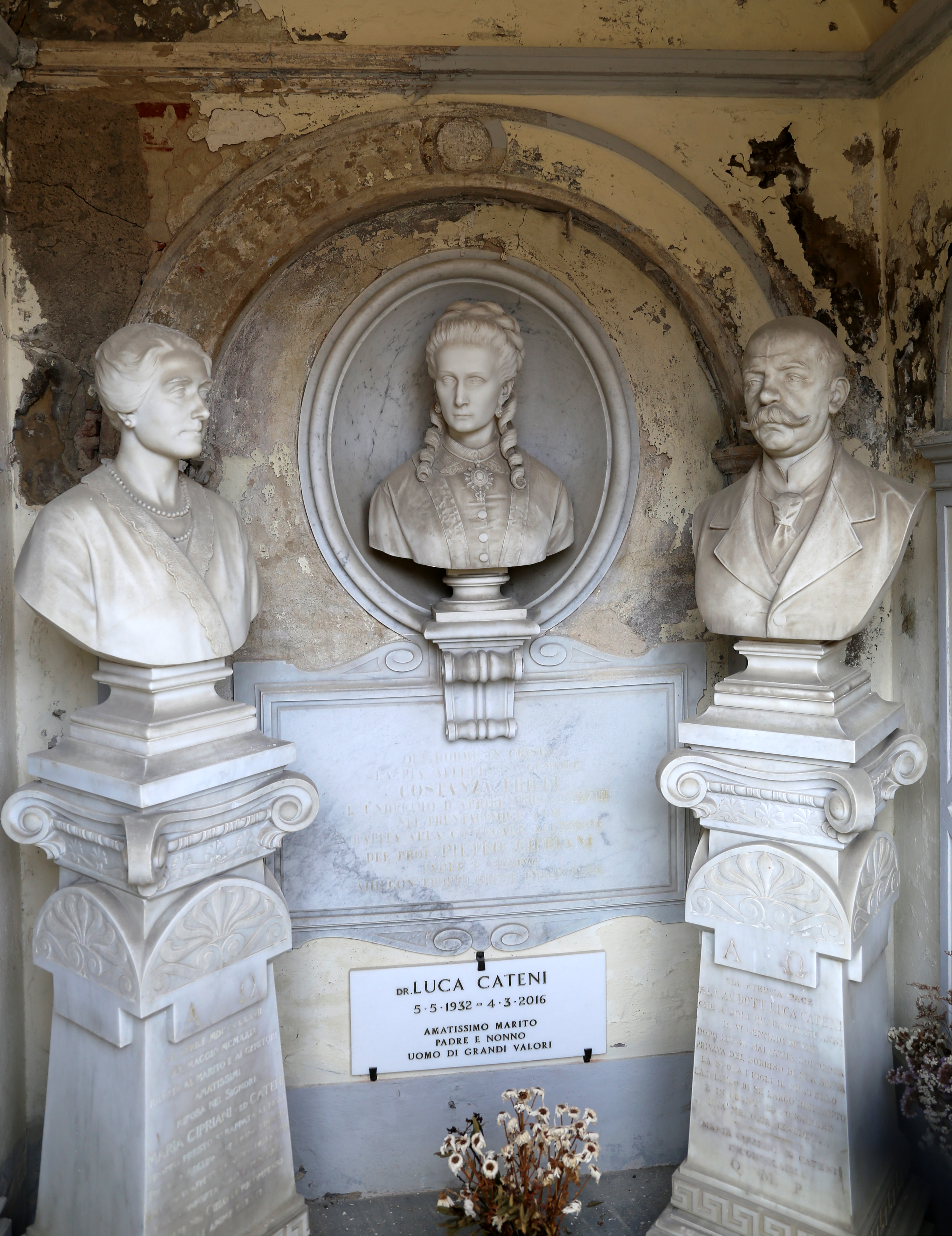
Кладовище Порте-Санте. Каплиця Чіпріані, бюсти Марії Чіпріані Катені роботи Данте Содіні (1929—1930), Костанці Фріллі роботи Енріко Пацці (1879) та Луки Катені роботи Чезаре Дзоккі (1910—1912)
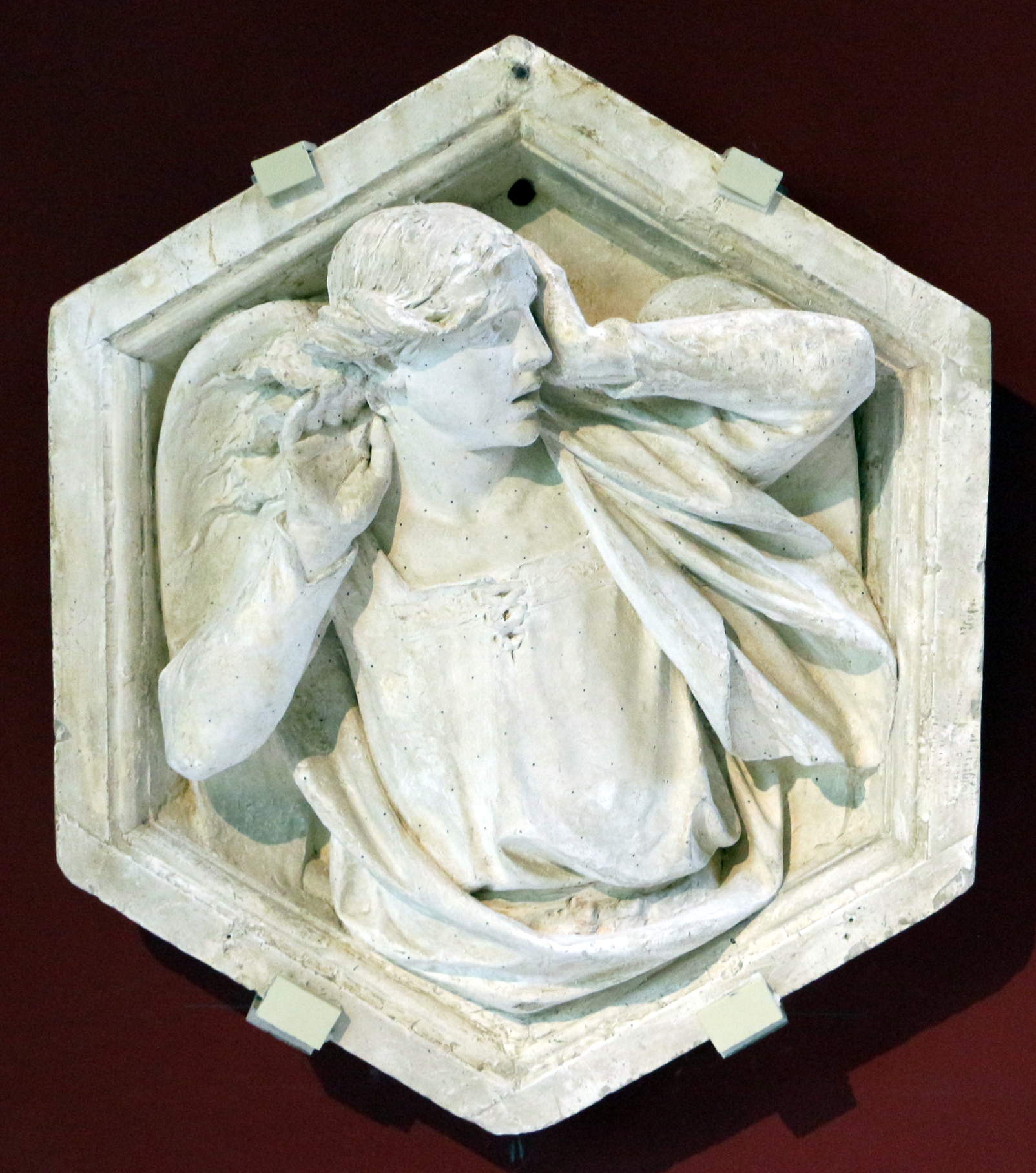
Еміліо Ґаллорі та Чезаре Дзоккі, один із шести підготовчих гіпсових зліпків для ангелів південних дверей фасаду Санта-Марія-дель-Фйоре

Чезаре Дзоккі помер 24 березня 1922 року в Турині. На його честь назвали вулицю в Мілані.
Його та Антонієтти Коллані (італ. Antonietta Collani) син — Чезаре Дзоккі Коллані — став співаком і актором, і батьком Антонієтти Дзоккі, італійської актриси, перекладачки численних фільмів і телевізійних драм. Його дочка Марґеріта Дзоккі Бонґі (італ. Margherita Zocchi Bongi; 1889—1973, Флоренція) була його моделлю для скульптури на фасаді Флорентійського собору і представлена як Беатріче на пам'ятнику Данте в Тренто; вона також була його натхненням у багатьох наступних роботах. Його правнук — Стефано Бруно Бонґі (1956, Флоренція) — архітектор.

## Основні роботи

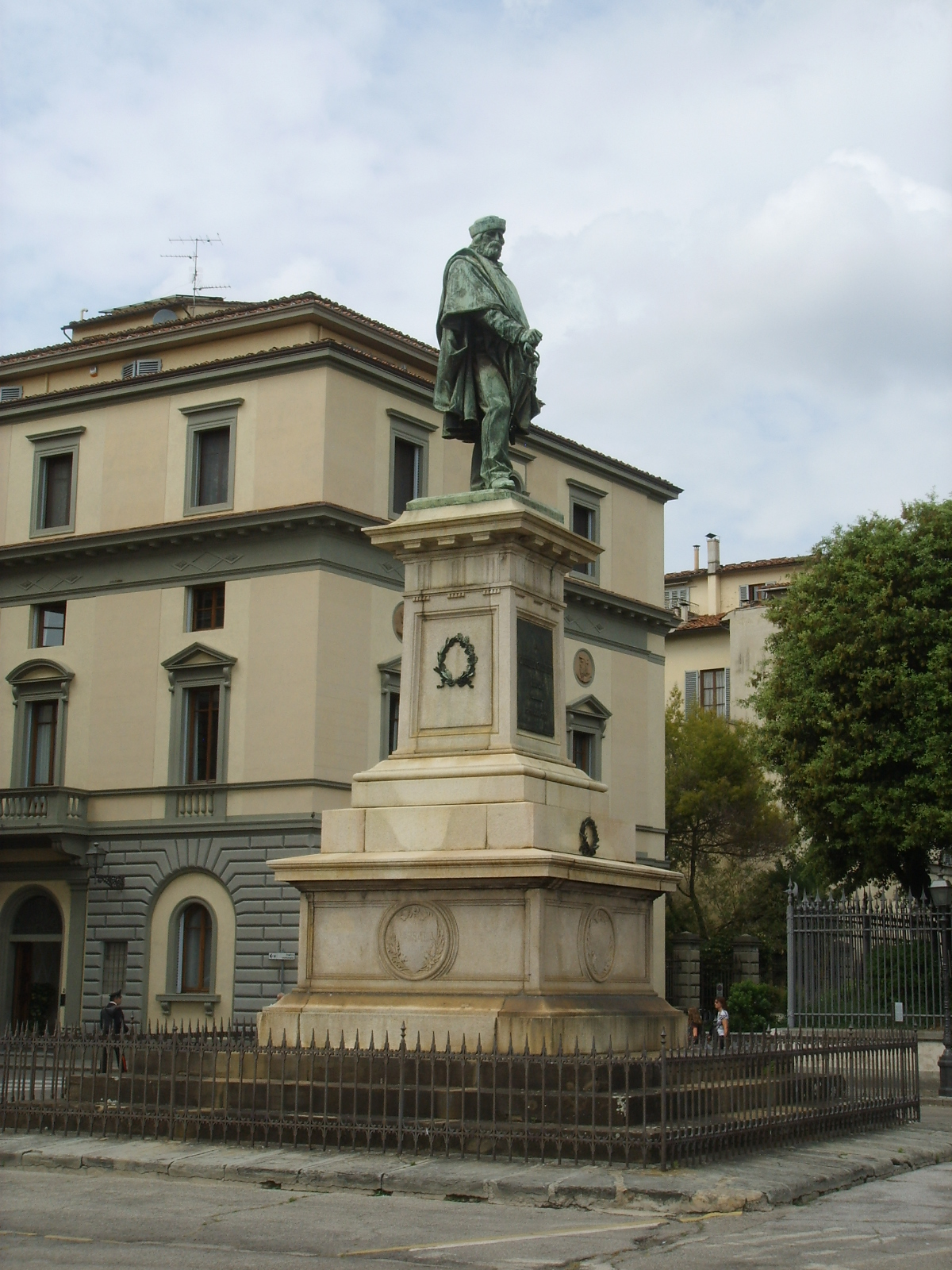
«Пам'ятник Ґарібальді» (Флоренція)

- Статуя Мауріціо Буфаліні, 1883, Чезена[11]
- Пам'ятник незалежності Італії та Аніті Ґарібальді, 1888, Каррара[12]
- Пам'ятник Ґарібальді, 1890, Флоренція
- Пам'ятник Віктору Емануїлу II, 1892, Піза[13]
- Пам'ятник Данте, 1896, Тренто
- Пам'ятник Саллюстію, 1895—1903, Л'Аквіла[5]
- Пам'ятник Ґарібальді, 1904, Неаполь
- Пам'ятник Антоніо Марро, Лімоне П'ємонте[14]
- «Крилата перемога» (італ. Vittoria alata) на колоні у комплексі Вітторіано
- «Юний Мікеланджело висікає „Голову Фавна“» (італ. Michelangelo fanciullo scolpisce la testa del Fauno)[15]

## Галерея зображень

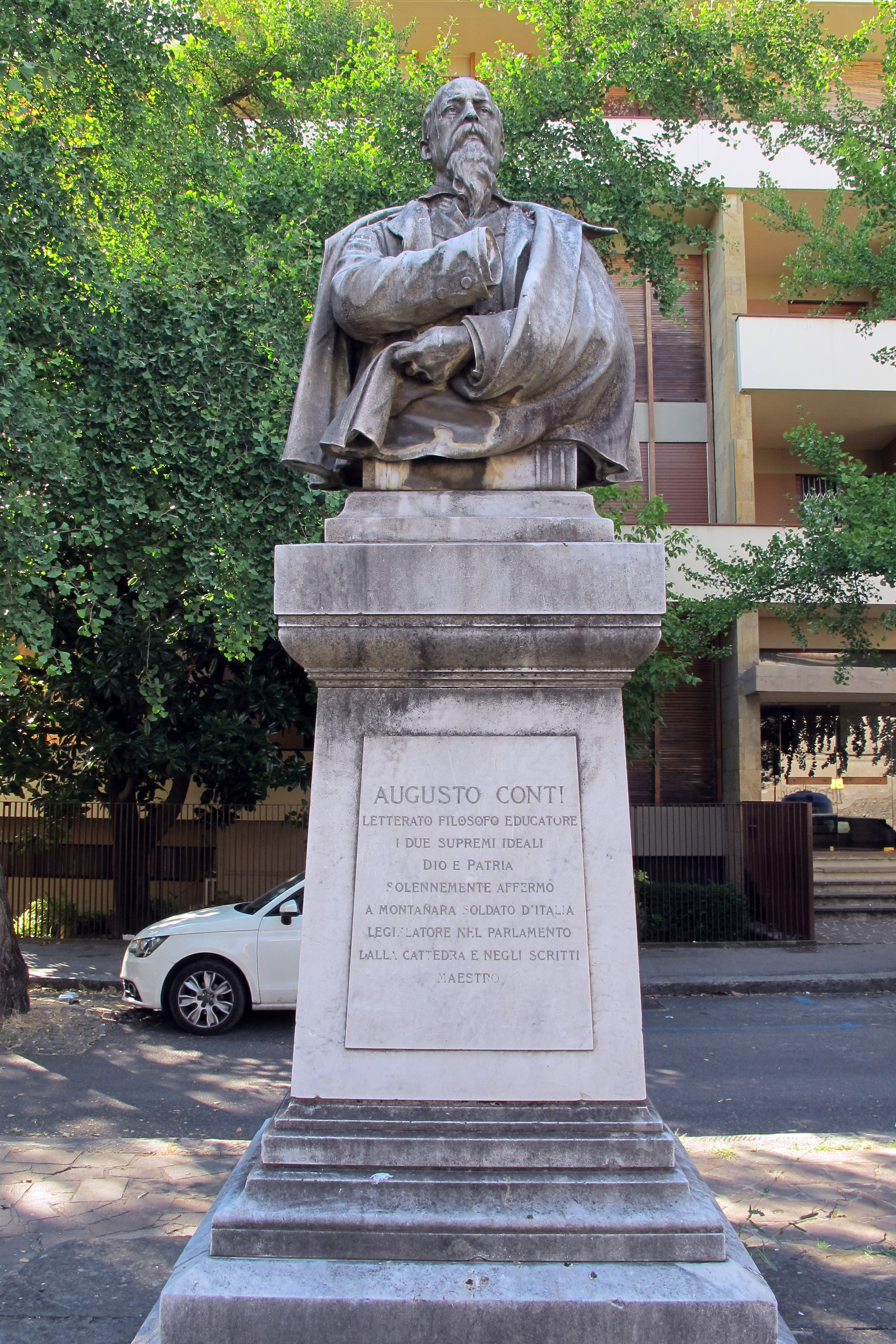
Пам'ятник Августо Конті (Площа Конті)
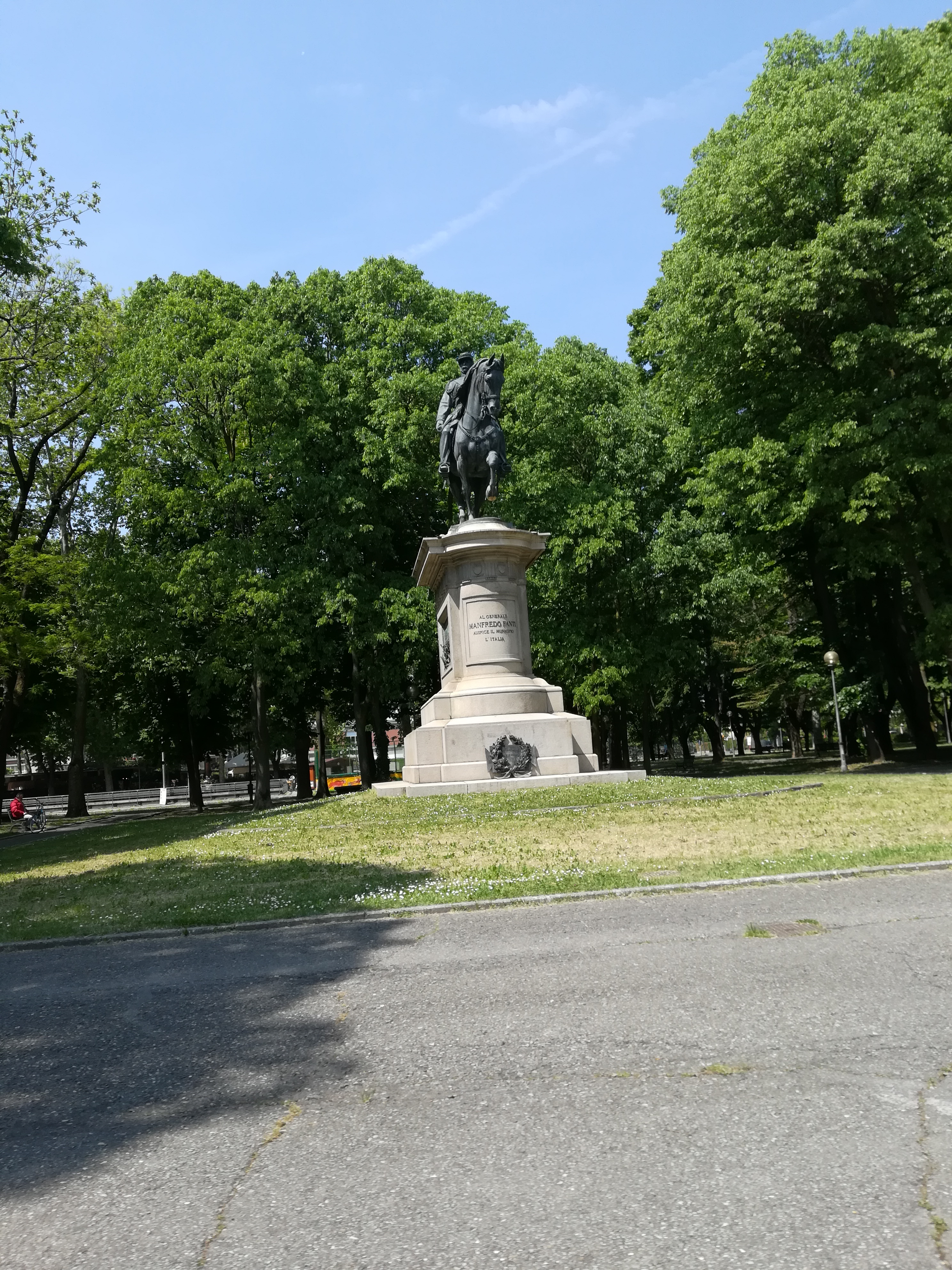
Пам'ятник Манфредо Фанті (Карпі)
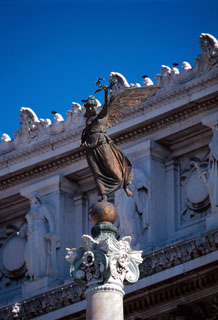
«Крилата перемога» у комплексі Вітторіано
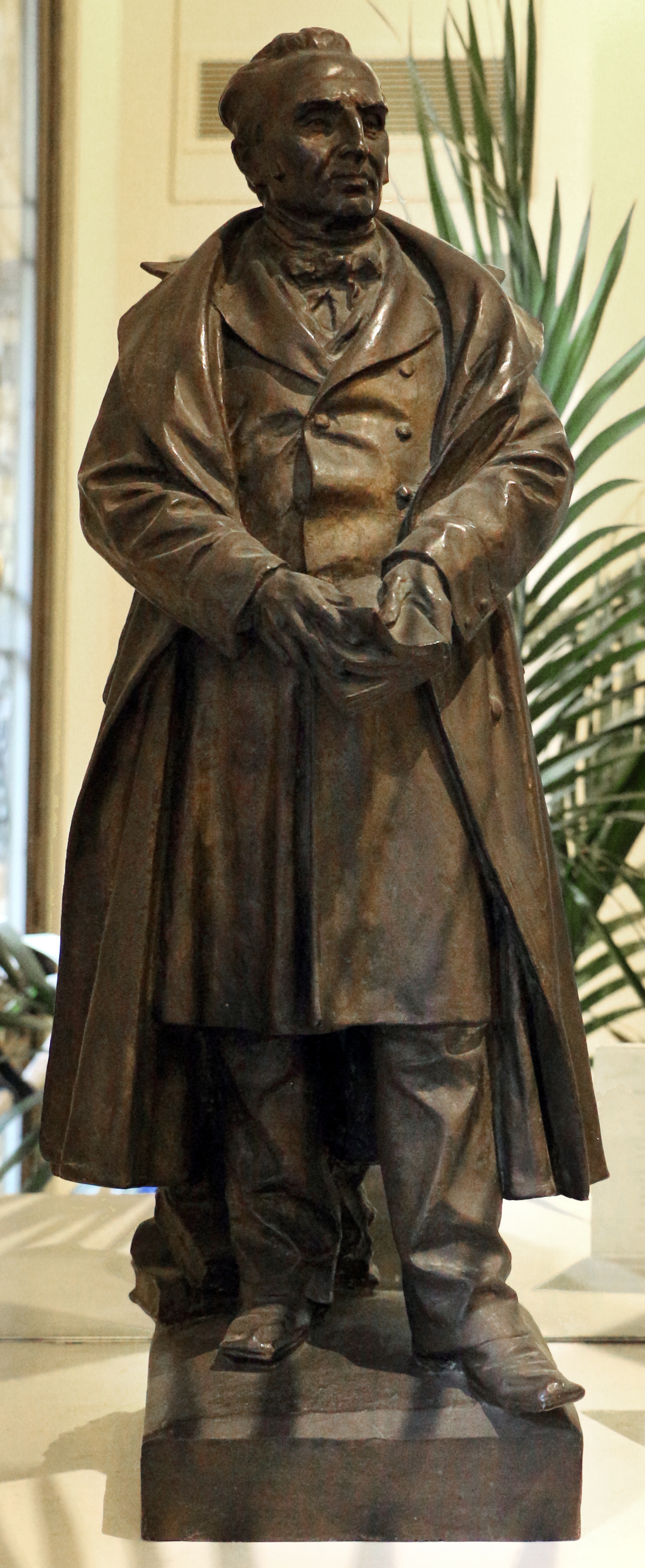
Статуя Мауріціо Буфаліні  (боцетто, до 1883 року)
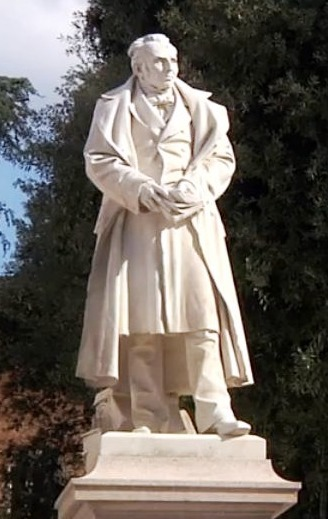
Статуя Мауріціо Буфаліні  (Чезена)
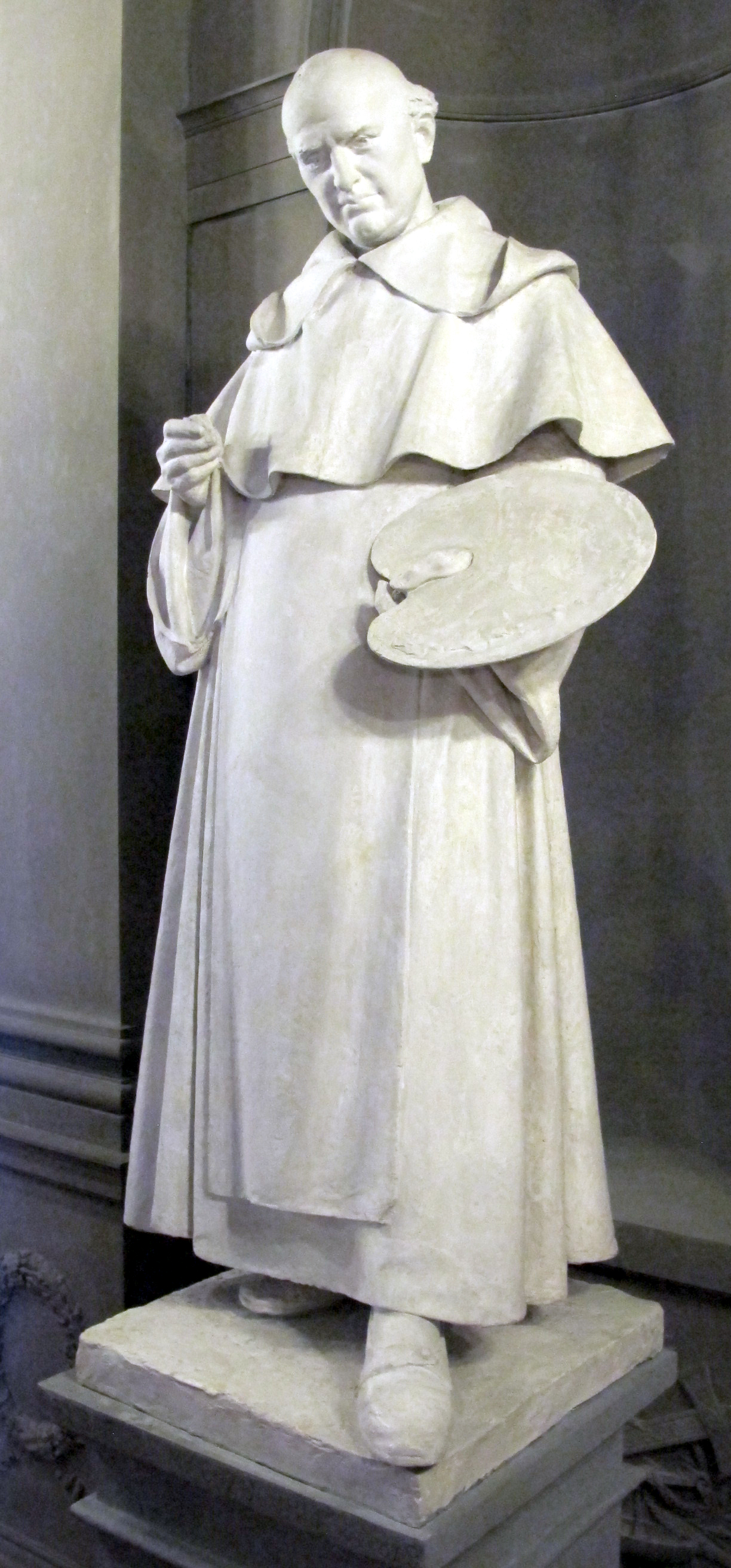
Фра Бартоломео (1879; Палаццо Пітті, сходи Поччанті)
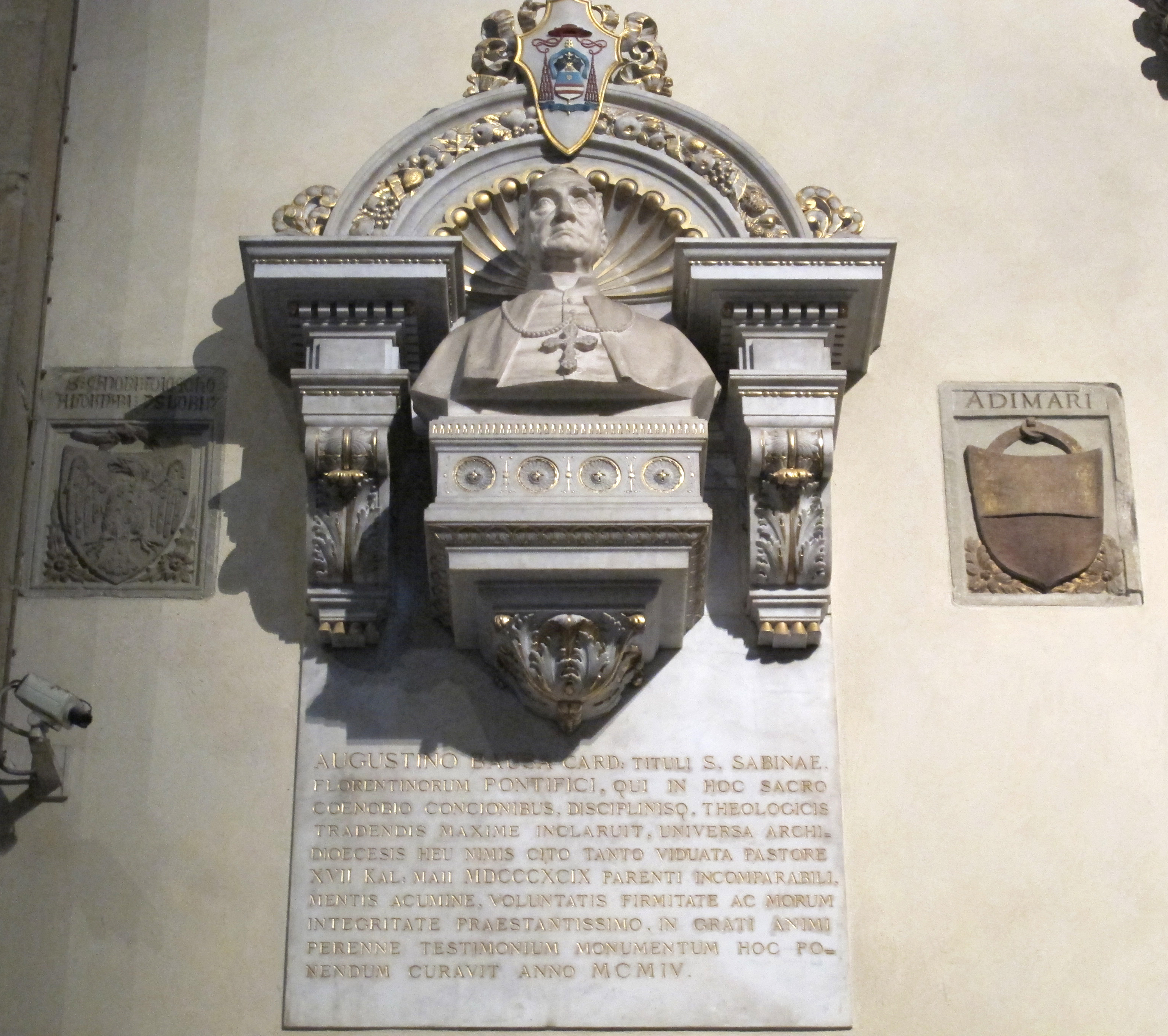
Аґостіно Бауза (1904)
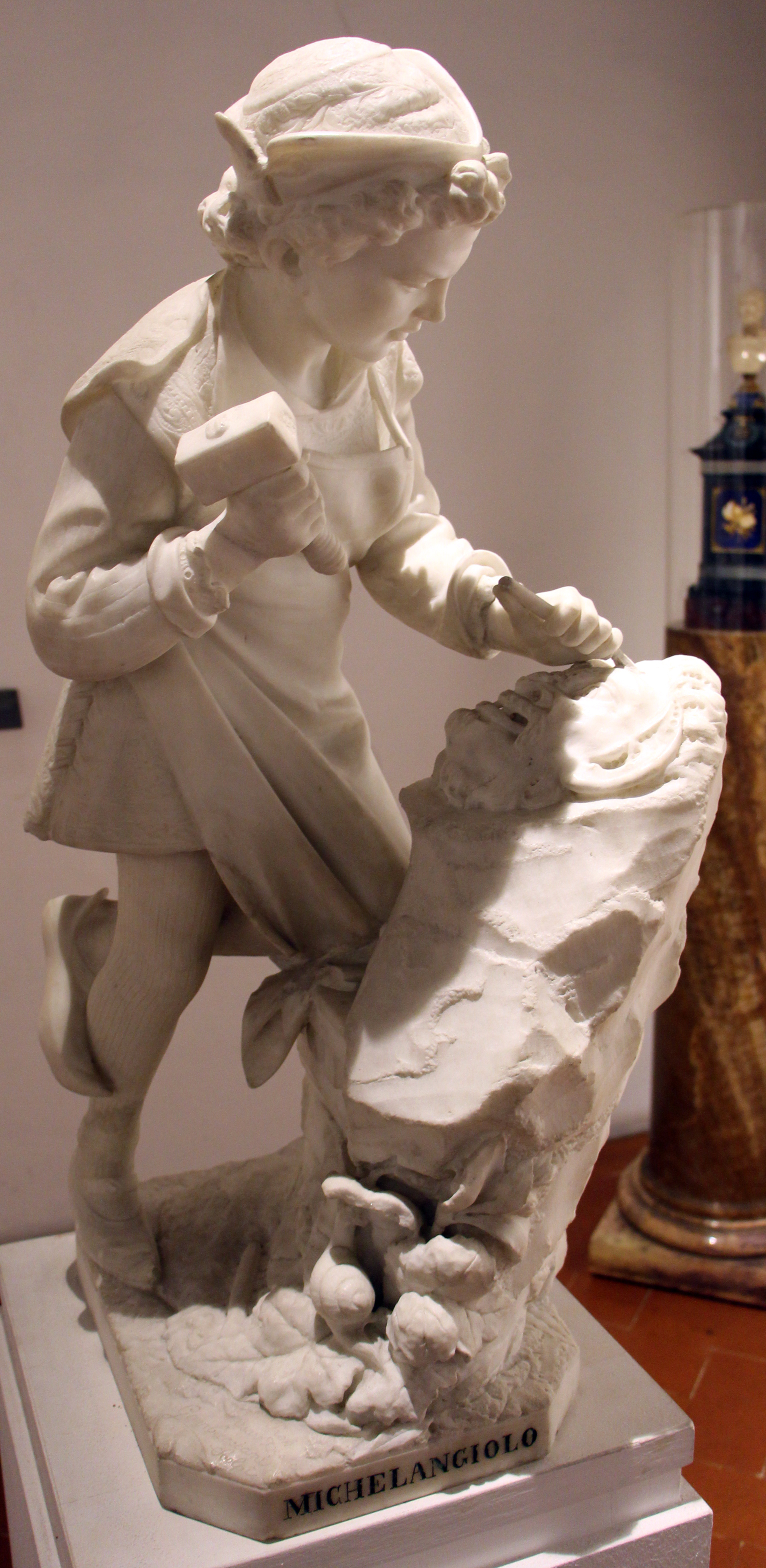
«Юний Мікеланджело висікає „Голову Фавна“» (бл. 1890)
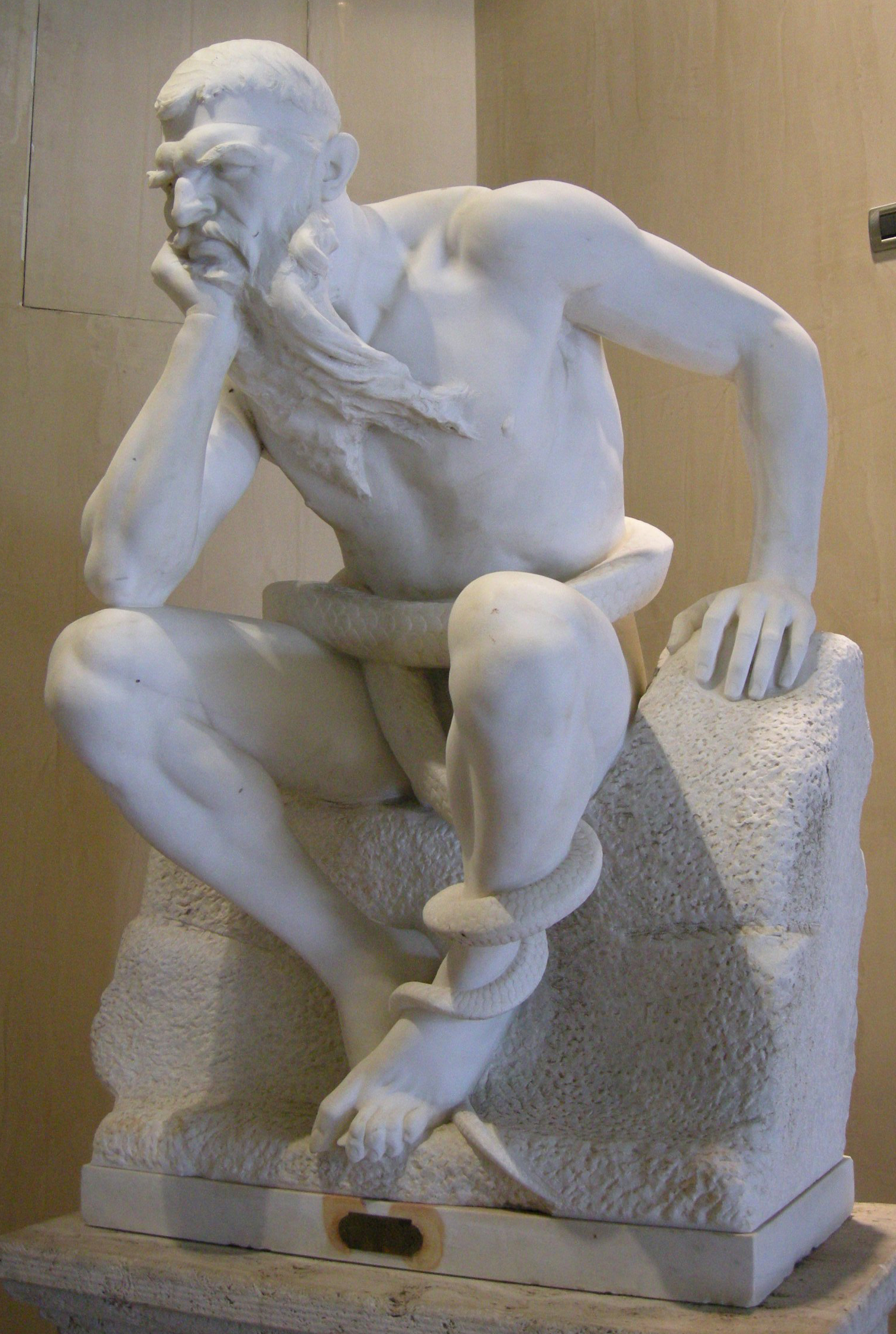
«Мінос»
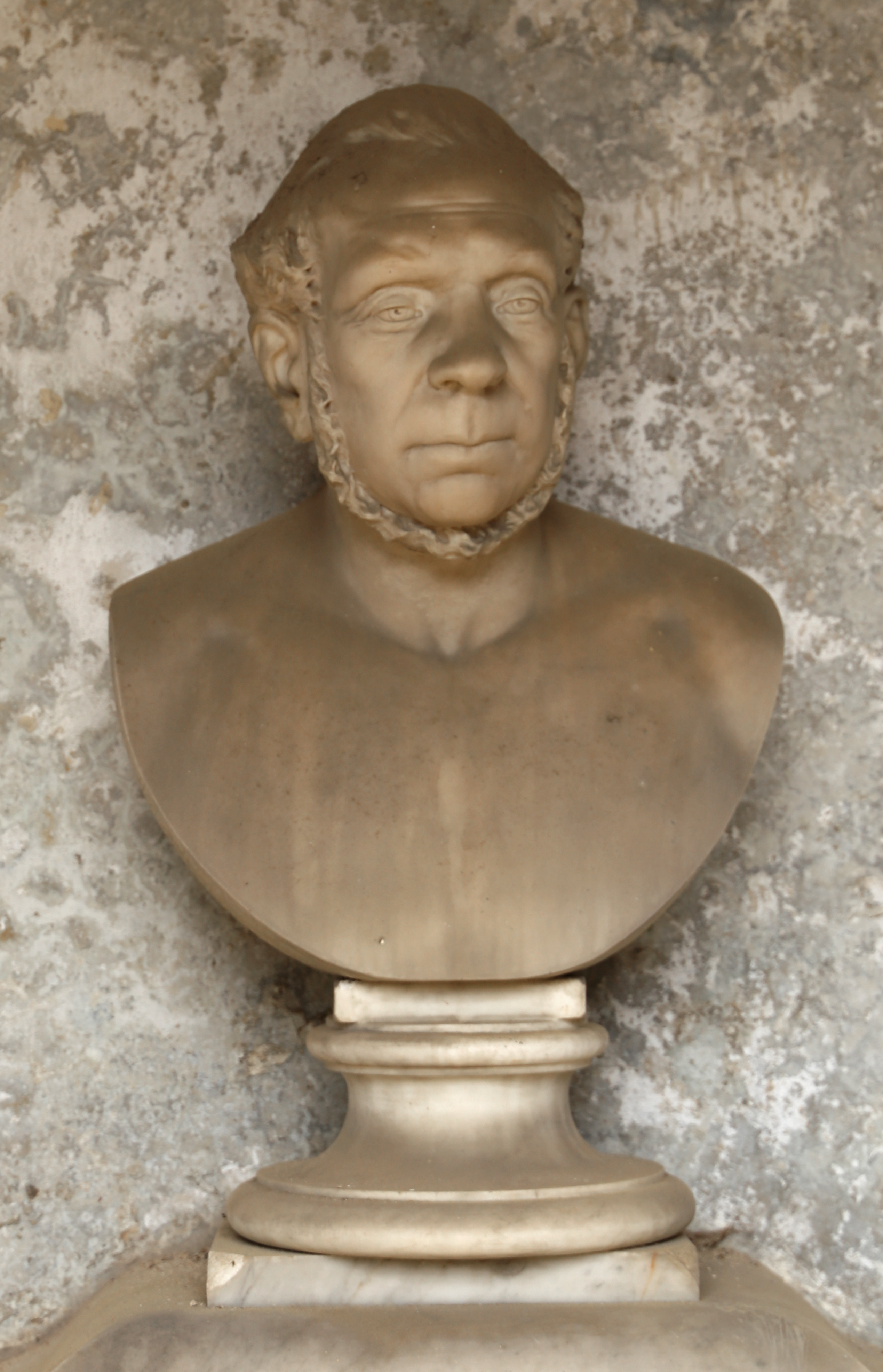
Пам'ятник Стефано Жуо (італ. Stefano Jouhaud; 1875)
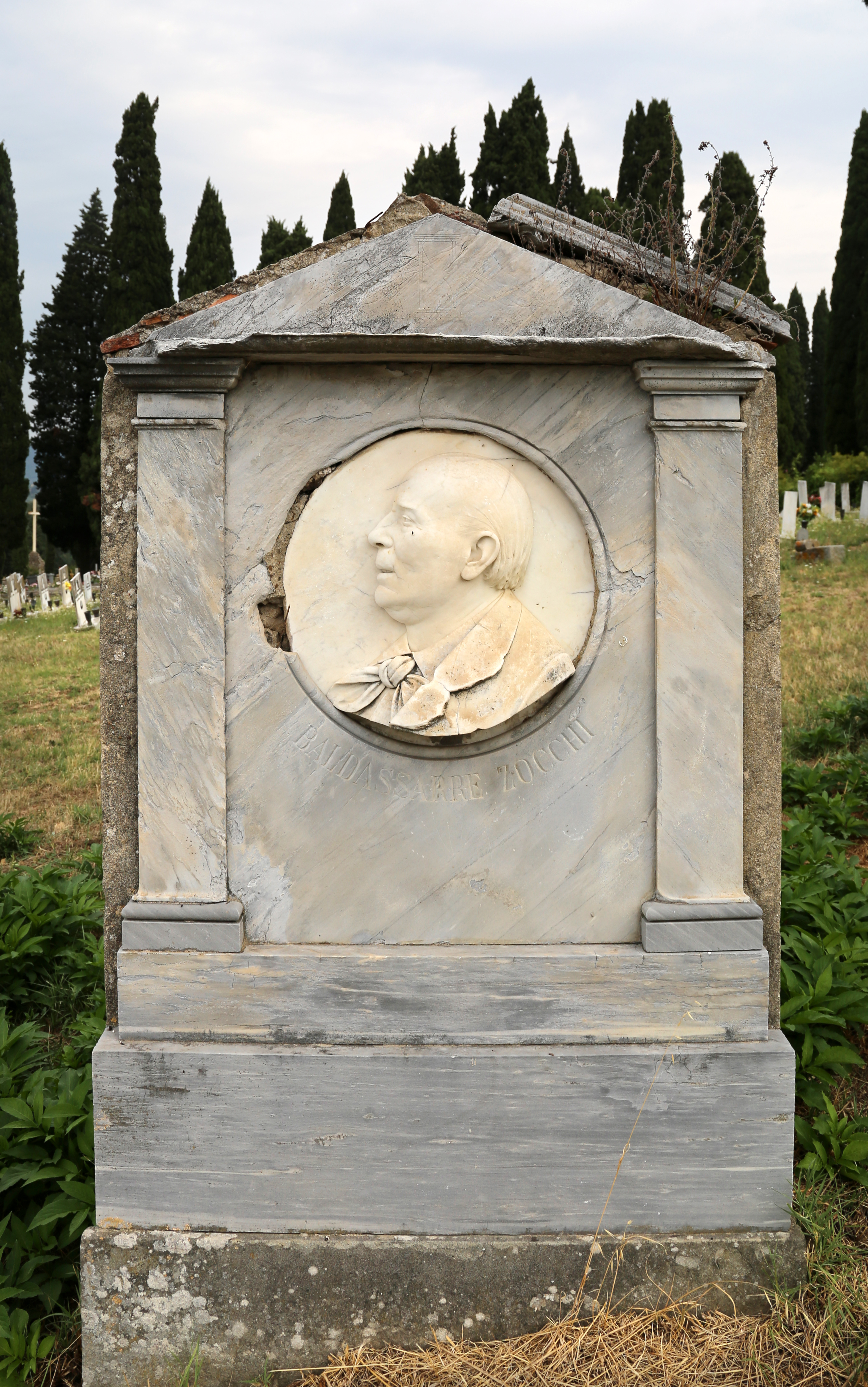
Могила Бальдазаре Дзоккі (1880)
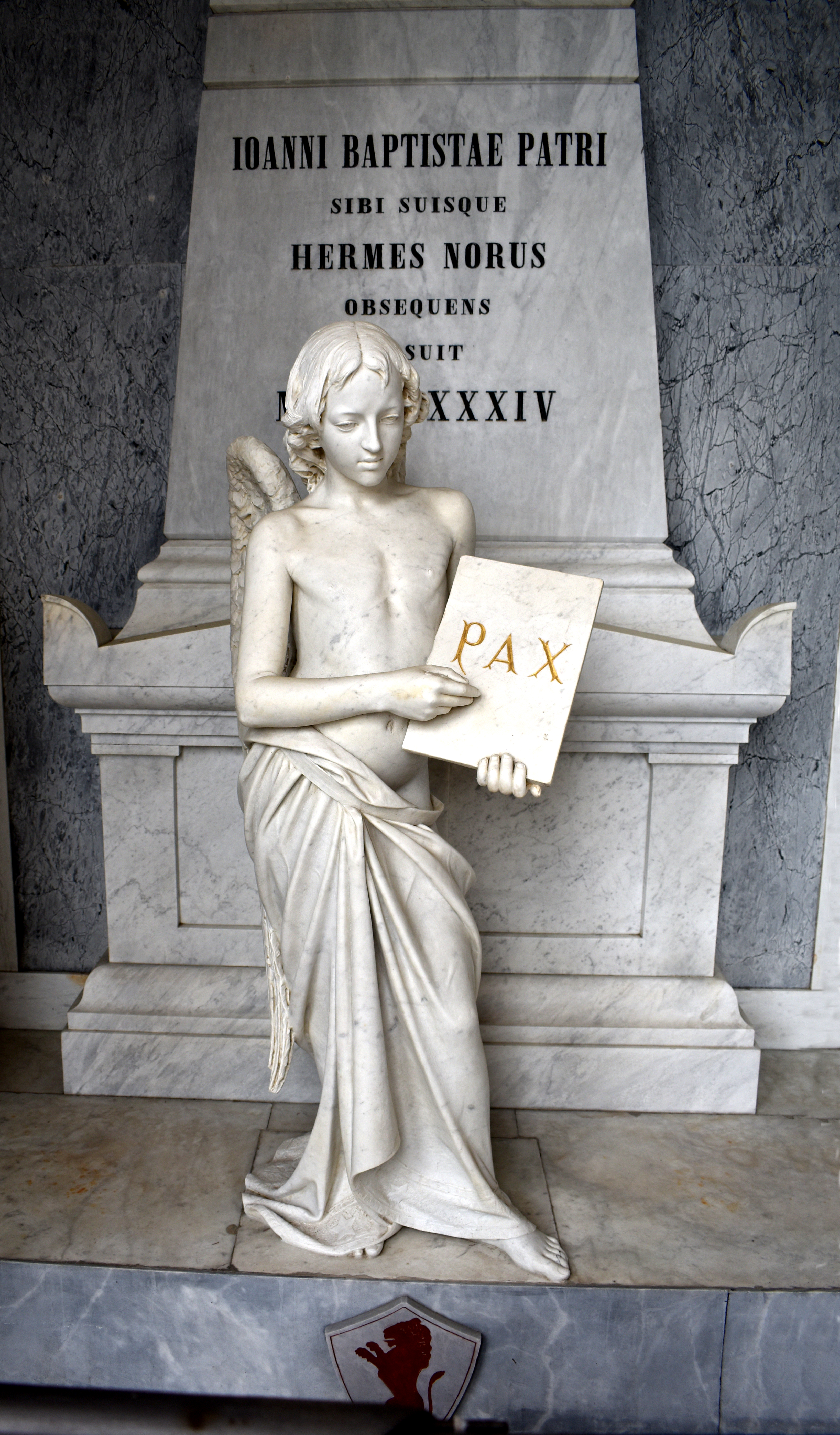
Могила Гермеса Норуса (Чезена)

## Виноски
1. ↑  Deutsche Nationalbibliothek Record #124873472 // Gemeinsame Normdatei — 2012—2016.
2. ↑  Зведений список імен діячів мистецтва
3. 1 2  RKDartists
4. ↑  http://www.museocinematorino.it/collezioni/Muto.aspx
5. 1 2 3 4 5  (Treccani)
6. ↑  Monumento a Dante. bbcc.ibc.regione.emilia-romagna.it.
7. ↑  Il monumento a Dante a Trento. Storia e significati. Temi. с. 93—94.
8. ↑  Camillo Semenzato (1970). Cesare Zocchi. Enciclopedia dantesca, Istituto dell'Enciclopedia Italiana. Процитовано 02.11.2013.
9. ↑  Zocchi starves to death (англ.). 25 березня 1922.
10. ↑  Zocchi Collani Cesare. Documenti del cinema muto torinese - Museo Nazionale del Cinema.
11. ↑  malatestiana
12. ↑  Monumento all’Indipendenza Italiana e ad Anita Garibaldi – Cesare Zocchi.
13. ↑  Sotto «processo» la statua del re. in La Nazione, disponibile su Patrimoniosos.it. 2 січня 2008.
14. ↑  Il Monumento ad Antonio Marro in Limone Piemonte. {{cite web}}: |archive-date= вимагає |archive-url= (довідка)
15. ↑  Altre opere. Casa Buonarroti. Архів оригіналу за 27 вересня 2007. Процитовано 14 серпня 2022. [Архівовано 2007-09-27 у Wayback Machine.] Michelangelo fanciullo scolpisce la testa del fauno. Casa Buonarroti. Архів оригіналу за 19 січня 2009. Процитовано 14 серпня 2022. [Архівовано 2009-01-19 у Wayback Machine.]